# 薩拉高·迪迪
薩拉高·迪迪（英語：Zlatko Dedič，1984年10月5日—），是一名斯洛文尼亞足球运动员，司职前鋒，目前效力德甲球队波琴。

## 球會生涯
迪迪出生在波黑城市比哈奇，他的童年時代在Podgorje的村落渡過，他在高柏開始他的職業生涯。
他曾效力於帕爾馬，期間在2004-05賽季他被租借到乙組球會安玻里及在2005-06賽季下半季外借到克雷莫納。
他首次在意甲賽場亮相是於2005年9月21日對羅馬。2007年1月1日，他以波士文條約離隊加盟乙組球會費辛隆尼。
2008年1月，他被租借到了意乙球會皮亞琴察，穿起9號球衣。[2] 在意大利渡過8年後，列迪斯於2009年6月3日加盟德國球會波琴。他的合同直至2012年6月30日。

## 國際賽生涯
迪迪在2010年世界杯預選賽對波蘭中，打進了他第一個國際賽進球。他在2010年世界盃外圍賽附加賽第二回合中，攻入致勝球，勝俄羅斯1:0，助國家隊成功濟身2010年世界杯決賽週。

## 連結
- Player profile （页面存档备份，存于） - NZS
- Career details （页面存档备份，存于） at National Football Teams